# 董岭乡 (东乡族自治县)
董岭乡，是中华人民共和国甘肃省临夏回族自治州东乡族自治县下辖的一个乡镇级行政单位。

## 行政区划
董岭乡下辖以下地区：
赵家山村、董家岭村、董家沟村、苏尚村、长巴村、三岭村、周家塬村、高咀村、祁家村、大山村和土坝塬村。